# Panzergrenadierbrigade 30
Die Panzergrenadierbrigade 30 „Alb-Brigade“ in der Reinhardt-Kaserne in Ellwangen war eine Brigade des Heeres der Bundeswehr. Die Brigade führte zuletzt Truppenteile in Baden-Württemberg. Die Panzergrenadierbrigade 30 wurde 1958 aufgestellt und zum 31. März 2008 aufgelöst. Sie war bis zuletzt der 10. Panzerdivision unterstellt.

## Geschichte

### Vorgeschichte als Kampfgruppe in der Heeresstruktur 1
Zur Einnahme der Heeresstruktur 1 wurde die Panzerkampfgruppe C 4 zum 12. Mai 1958 mit Standort des Stabes in Regensburg neu aufgestellt. Die Panzerkampfgruppe C 4 wurde der 4. Grenadierdivision unterstellt. Der Stab der Panzerkampfgruppe C 4 verlegte bereits 1958 nach Ellwangen in die Reinhardt-Kaserne. In Coburg wurde als erster Truppenteil zum 1. Juli 1958 das Grenadierbataillon 24 aufgestellt, das seinen Standort ab August 1958 in Ellwangen hatte. Die Panzerkampfgruppe C 4 gliederte sich im August 1958 in folgende Truppenteile:
- Kampfgruppenstab Panzerkampfgruppe C 4, Ellwangen[2]
  -  Grenadierbataillon 24, Ellwangen[2][1]

### Heeresstruktur 2
Zur Einnahme der Heeresstruktur 2 wurde zum 16. März 1959 die Panzerkampfgruppe C 4 in die Panzergrenadierbrigade 30 umgegliedert. Die Panzergrenadierbrigade 30 unterstand der 10. Panzerdivision. In der Heeresstruktur 2 gliederte sich die Brigade in:
- Panzergrenadierbataillon 302 in Ellwangen (Aufstellung 1. Oktober 1958, hervorgegangen aus dem Grenadierbataillon 24)
- Panzerbataillon 304 in Münsingen (Württemberg) (Aufstellung am 17. November 1960)
- Panzerartilleriebataillon 305 in Donauwörth (Aufstellung am 1. Januar 1964, hervorgegangen aus Feldartilleriebataillon 285, Aufstellung 1. Dezember 1958)
- Panzerpionierkompanie 300 (Aufstellung 1. Dezember 1959)
- 3. / Versorgungsbataillon 306 (Aufstellung am 1. Dezember 1959 aus Schwere Instandsetzungskompanie 502)
- Spähzug der Stabskompanie (Aufstellung 1. Oktober 1962, am 1. Oktober 1971 Umbenennung in Panzerspähzug 300 und selbstständige Einheit, ab 1. Oktober 1971 dem Panzeraufklärungsbataillon 10 unterstellt)
- Panzerjägerkompanie 300 in Ingolstadt (Aufstellung am 1. Mai 1968 in Ellwangen-Jagst)
- Panzerbataillon 284 in Dornstadt (Bis 4. Oktober 1968 Panzergrenadierbataillon 281 und Unterstellung Panzergrenadierbrigade 28)

### Heeresstruktur 3
Das Panzerbataillon 284 (Münsingen (Württemberg)) wurde 1970 in Panzerbataillon 304 umbenannt. Das Panzerbataillon 104 in Amberg gliederte im Oktober 1971 zum Panzerbataillon 303 um und wechselte gleichzeitig von der Panzergrenadierbrigade 10 zur Panzerbrigade 30 mit Verlegung in den neuen Standort Heidenheim (Mittelfranken). Bis 1971 wurde das Versorgungsbataillon 306 geteilt: die 3. Kompanie wurde zur selbständigen Instandsetzungskompanie 300; die Nachschubkompanie wurde bis 1974 aus der Transportkompanie (Bezeichnung bis 30. September 1971) bzw. der Nachschubkompanie (Bezeichnung am 1. Oktober 1971) des Versorgungsbataillons 306 gebildet. Der Panzerspähzug 300 verlegte im  Juli 1979 von Ingolstadt nach Ellwangen und wurde erneut der Stabskompanie eingegliedert.

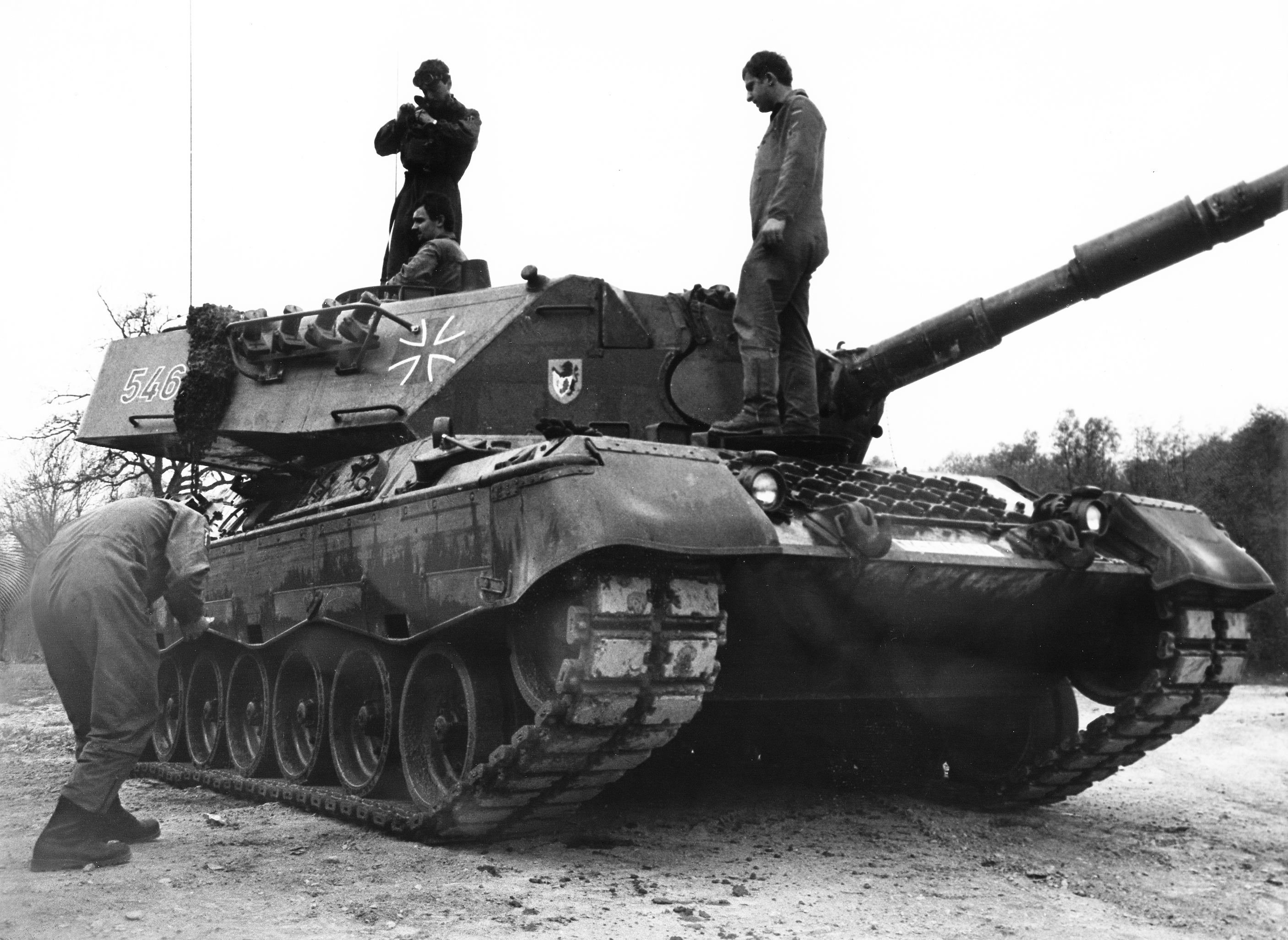
Leopard 1A3 des teilaktiven „gemischten“ PzGrenBtl 301 Ellwangen, 1984

### Heeresstruktur 4
Am 1. April 1981 gliederte die Panzerbrigade 30 in die Panzergrenadierbrigade 30 um. Dazu wurden die Panzergrenadierbataillone 301 und 303 neu aufgestellt. Das Panzerbataillon 304 (alt) wurde aufgelöst und das Panzerbataillon 303 in 304 umbenannt.
Die Brigade umfasste im Herbst 1989 in der Friedensgliederung etwa 3150 Soldaten. Die geplante Aufwuchsstärke im Verteidigungsfall lag bei rund 3550 Mann. Zum Aufwuchs war die Einberufung von Reservisten und die Mobilmachung von nicht aktiven Truppenteilen vorgesehen. Zum Ende der Heeresstruktur 4 im Herbst 1989 war die Brigade weiter Teil der 10. Panzerdivision und gliederte sich grob in folgende Truppenteile:
- Stab/Stabskompanie Panzergrenadierbrigade 30, Ellwangen an der Jagst
  -  Panzerjägerkompanie 300, Ellwangen
  -  Panzerpionierkompanie 300, Ellwangen
  -  Nachschubkompanie 300, Ellwangen
  -  Instandsetzungskompanie 300, Ellwangen
  -  Panzergrenadierbataillon 301 (teilaktiv), Ellwangen
  -  Panzergrenadierbataillon 302, Ellwangen
  - Panzergrenadierbataillon 303, Ellwangen (seit Oktober 1988 gekadert als Truppenversuch)
  -  Panzerbataillon 304, Heidenheim
  -  Panzerartilleriebataillon 305, Donauwörth

Von Februar 1989 bis Oktober 1991 erprobte Panzergrenadierbrigade 30 als einziger Großverband des Heeres im Truppenversuch „Kaderung und rascher Aufwuchs“ alle drei Modelle, von denen dann das Modell 3 für die Heeresstruktur 5 ausgewählt wurde.

### Heeresstruktur 5 bis zur Auflösung
Zwischen 1992 und 1994 gliederte die Brigade zur Einnahme der neuen Struktur stark um. Aufgelöst wurden alle drei Panzergrenadierbataillone 301, 302 und 303, das Panzerartilleriebataillon 305 sowie alle selbstständigen Kompanien mit Ausnahmen der Stabs- und der Panzerpionierkompanie. Unterstellt wurden im Gegenzug das Panzergrenadierbataillon 294 in Stetten und das Panzerartilleriebataillon 285 in Münsingen (Aufstellung 1975 in Donauwörth aus ehemaligen Teilen Panzerbrigade 28 und 29), sowie das nichtaktive Panzergrenadierbataillon 282 (Stammverband war Panzergrenadierbataillon 294) und das nichtaktive Panzerbataillon 284 (ab 1992, Stammverband war Panzerbataillon 304). Beide konnten durch Einsatz von Reservisten sowie Teilung der Stammverbände rasch zu voller Stärke aufwachsen. Weiterhin unterstehen der Brigade das Standortsanitätszentrum 504, die nichtaktive Feldersatzkompanie 300, die weiter bestehende Panzerpionierkompanie 300 und wieder aus der Stabskompanie ausgegliederte aber nichtaktive Panzeraufklärungskompanie 300 (Ebern).
Im April 1993 erhielt sie den Beinamen „Alb-Brigade“ als Hinweis auf die Heimat der Brigade, die Schwäbische Alb und die Fränkische Alb.
1995, 1997 und 2000 stellte die Brigade IFOR und SFOR Kräfte. Seit 1998 führt die Panzergrenadierbrigade 30 die Ausbildung der SFOR-Kontingente durch. Im Jahre 1999 bildet die Brigade die Krisenreaktionskräfte aus dem Bereich des II. Korps zur Erfüllung ihrer Krisenreaktionsaufgaben aus. 2002 wurden die Panzergrenadierbataillone 352 und 362 aus Mellrichstadt und das Panzerbataillon 363 aus Külsheim in die Brigade eingegliedert. 2003 folgte die Eingliederung des Panzerartillerielehrbataillons 345 aus Kusel. 2003 stellte die Brigade Kräfte für das 6. Einsatzkontingent bei SFOR, KFOR, ISAF und der Operation Allied Harmony. 2004 wurde das Panzergrenadierbataillon 282, die Panzerbataillone 284 und 304 und die Panzeraufklärungskompanie 300 aufgelöst. Das Panzerartilleriebataillon 285 verließ 2004 die Brigade. 2005 wurden erneut Kräfte für das 4. Einsatzkontingent ISAF in Kabul sowie für das 8. Einsatzkontingent bei ISAF sowie für das 11. Einsatzkontingent KFOR im Kosovo gestellt. 2006 erfolgte die Außerdienststellung des Panzergrenadierbataillons 352 in Mellrichstadt, des Panzerbataillons 363 in Külsheim und der Panzerpionierkompanie 300 in Külsheim. Die Brigade wurde zum 31. März 2008 aufgelöst. Das seit dem 1. Januar 2003 unterstellte Panzerartillerielehrbataillon 345 (Kusel) wurde zuvor der Heerestruppenbrigade unterstellt. Das Panzergrenadierbataillon 294 (Stetten am kalten Markt) sowie die Feldersatzkompanie 300 (Ellwangen) wurden mit der Brigade außer Dienst gestellt. Der letzte Auftrag der Panzergrenadierbrigade 30 war die Vorbereitung der Verteidigungsbereitschaft in einer Krise, die Durchführung und Unterstützung nationaler und territorialer Einsätze sowie die Durchführung friedenserhaltender, friedensschaffender und humanitärer Einsätze.
Kurz vor ihrer Auflösung erhielt die Alb-Brigade die Ehrenmedaille des Bundeswehr-Sozialwerkes e. V. in Gold für ihr langjähriges soziales Engagement. Die Patengemeinde der Brigade war seit September 1999 Königsbronn. Die Brigade pflegte partnerschaftliche Beziehungen zur 3. Panzergrenadierbrigade aus Mautern an der Donau (Österreich).

## Kommandeure

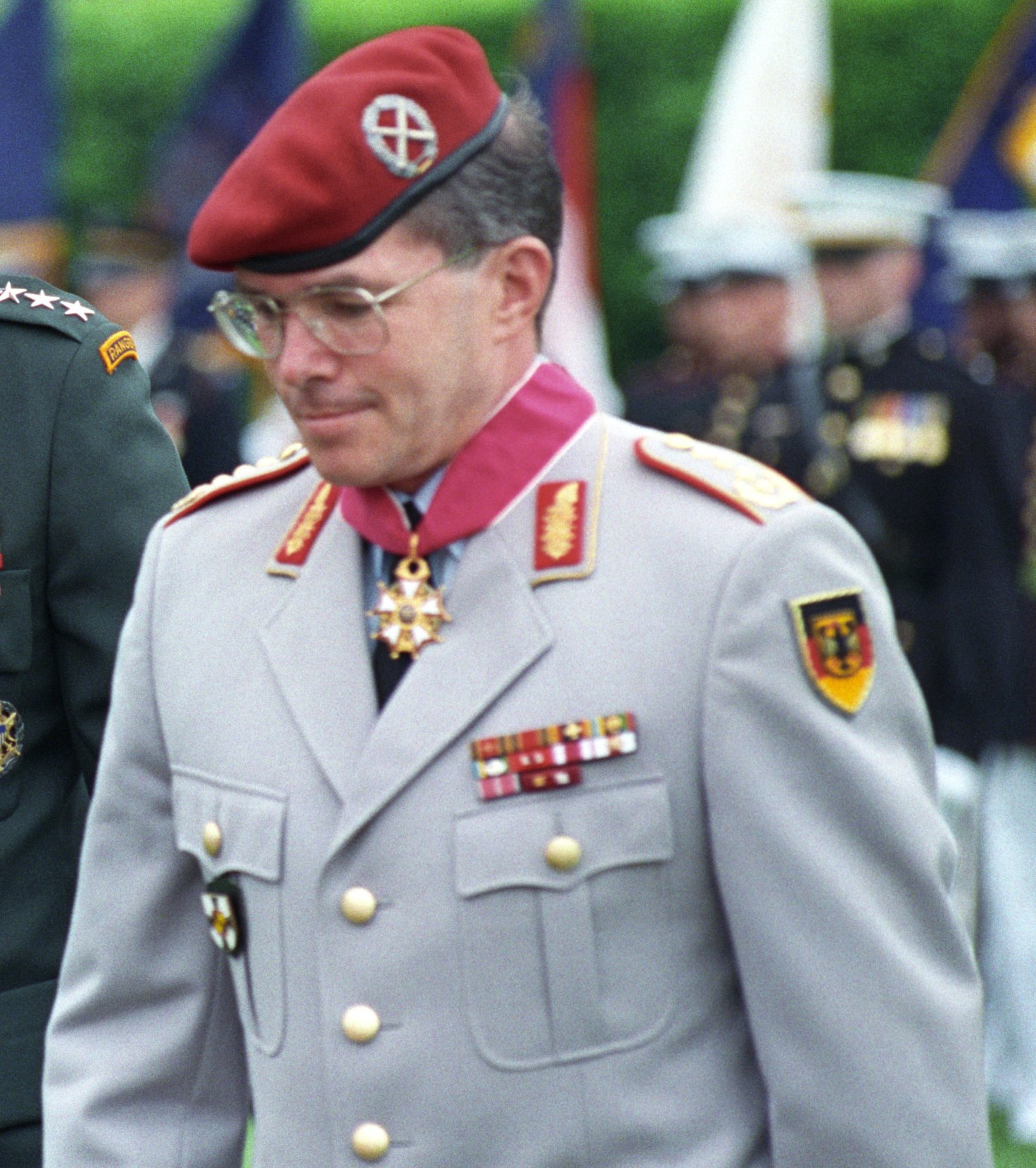
Der spätere Generalinspekteur Klaus Naumann führte die Brigade zwischen 1984 und 1986

Folgende Offiziere führten die Brigade (Dienstgrad bei Kommandoübergabe). In der Regel wurden die Kommandeure nach einiger Zeit zum Brigadegeneral ernannt:
| Nr. | Name                                      | Beginn der Berufung | Ende der Berufung |
| --- | ----------------------------------------- | ------------------- | ----------------- |
| 19  | Oberst Joachim Pollok (nur Brigadeführer) | 28 Sep. 2007        | 31. Mär. 2008     |
| 18  | Oberst Josef Blotz                        | 2005                | 28. Sep. 2007     |
| 17  | Oberst Hans-Christoph Ammon               | 2003                | 2005              |
| 16  | Oberst Klaus Feldmann                     | 1998                | 2003              |
| 15  | Oberst Jan Oerding                        | 1. Okt. 1995        | 1998              |
| 14  | Brigadegeneral Klaus Hartmann             | 1. Okt. 1993        | 30. Sep. 1995     |
| 13  | Brigadegeneral Christian Meyer-Plath      | 1. Apr. 1989        | 30. Sep. 1993     |
| 12  | Oberst Konrad Bader                       | 1. Apr. 1986        | 31. Mär. 1989     |
| 11  | Oberst Klaus Naumann                      | 1. Apr. 1984        | 31. Mär. 1986     |
| 10  | Oberst Arno Schäfer                       | 25. Sep. 1981       | 31. Mär. 1984     |
| 9   | Oberst Horst Albrecht                     | 1. Okt. 1979        | 24. Sep. 1981     |
| 8   | Oberst Kurt-Josef Veeser                  | 17. Mär. 1978       | 30. Sep. 1979     |
| 7   | Oberst Karl-Eberhard Grumer               | 1. Okt. 1975        | 16. Mär. 1978     |
| 6   | Brigadegeneral Michael Greipl             | 1. Okt. 1970        | 30. Sep. 1975     |
| 5   | Brigadegeneral. Günther-Joachim Rothe     | 1. Okt. 1967        | 30. Sep. 1970     |
| 4   | Oberst Rainer Schwartz                    | 15. Jan. 1966       | 30. Sep. 1967     |
| 3   | Oberst Wilhelm Thomas                     | 1. Okt. 1963        | 14. Jan. 1966     |
| 2   | Brigadegeneral Wolfgang Köstlin           | 16. Jun. 1960       | 30. Sep. 1963     |
| 1   | Oberst Werner Drews                       | 1. Jun. 1958        | 15. Jun. 1960     |

## Verbandsabzeichen

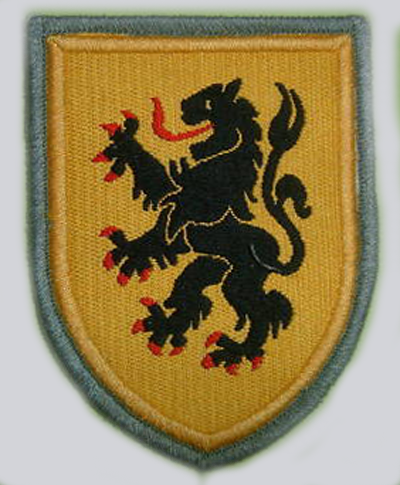
Gewebtes Verbandsabzeichen für den Dienstanzug

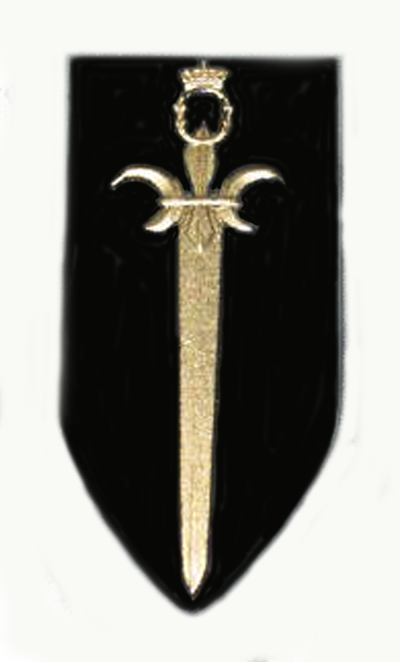
Internes Verbandsabzeichen des Stabes/Stabskompanie

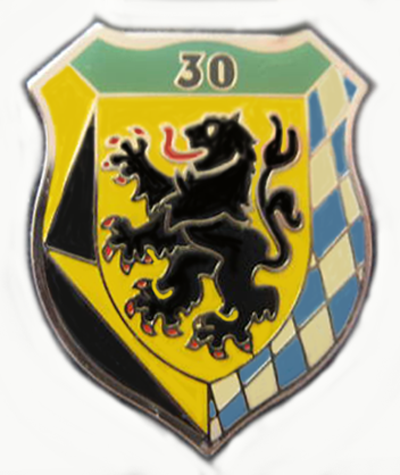
Alternative (frühere?) Version des internen Verbandsabzeichens des Stabes/Stabskompanie

Die Blasonierung des Verbandsabzeichens für den Dienstanzug der Angehörigen der Panzergrenadierbrigade 30 lautete:
 Gold bordiert, in Gold ein schwarzer rotbewehrter und rotgezungter Löwe.
Der Löwe war der schwäbische Stauferlöwe, der ähnlich im Wappen Baden-Württembergs auftauchte. Die Verbandsabzeichen der Division und der unterstellten Brigaden waren bis auf die Borde identisch. In der Tradition der Preußischen Farbfolge erhielt das Verbandsabzeichen der Panzergrenadierbrigade 30 als „dritte“ Brigade der Division einen gelben Bord.
Da sich die Verbandsabzeichen der Brigaden der Division nur geringfügig unterschieden, wurde stattdessen gelegentlich auch das interne Verbandsabzeichen des Stabes bzw. der Stabskompanie pars pro toto als „Abzeichen“ der Brigade genutzt. Es zeigte ein nach unten zeigendes silbernes Schwert auf schwarzem Schild. Das interne Verbandsabzeichen wurde in Vorbereitung der Auflösung 2008 dem Ellwanger Hotel „Königin Olga“ übergeben, denn die Brigade hatte sich der Traditionspflege des Grenadier-Regiments „Königin Olga“ (1. Württembergisches) Nr. 119 angenommen. Eine alternative (frühere) Version zeigte das Verbandsabzeichen auf den bayrischen Rauten und schwarz-gelben Landesfarben Baden-Württembergs, sowie die Ziffer 30 im grünen Schildhaupt – Grün war die Waffenfarbe der Panzergrenadiertruppe.